# AFC (nogomet)
AFC ((engl.) Asian Football Confederation) je najviše nogometno izvršno tijelo u Aziji.

## Natjecanja (dio)
- Azijsko nogometno prvenstvo
- AFC Elitna liga prvaka